# Gare de Ris-Orangis
Ne doit pas être confondu avec Gare d'Orangis - Bois de l'Épine.
La gare de Ris-Orangis est une gare ferroviaire française de la ligne de Villeneuve-Saint-Georges à Montargis, située sur le territoire de la commune de Ris-Orangis, dans le département de l'Essonne en région Île-de-France.
La station de Ris-Orangis est mise en service par la Compagnie du chemin de fer de Paris à Orléans le 17 septembre 1840 lors de l'ouverture de sa ligne de Paris à Corbeil. C'est aujourd'hui une gare de la Société nationale des chemins de fer français (SNCF) desservie par les trains de la ligne D du RER. Elle se situe à une distance d'environ 26 km de Paris-Gare-de-Lyon.

## Situation ferroviaire
La gare de Ris-Orangis, établie à 38 m d'altitude, est située au point kilométrique (PK) 25,517 de la ligne de Villeneuve-Saint-Georges à Montargis, entre les gares ouvertes de Viry-Châtillon et Grand Bourg.

## Histoire

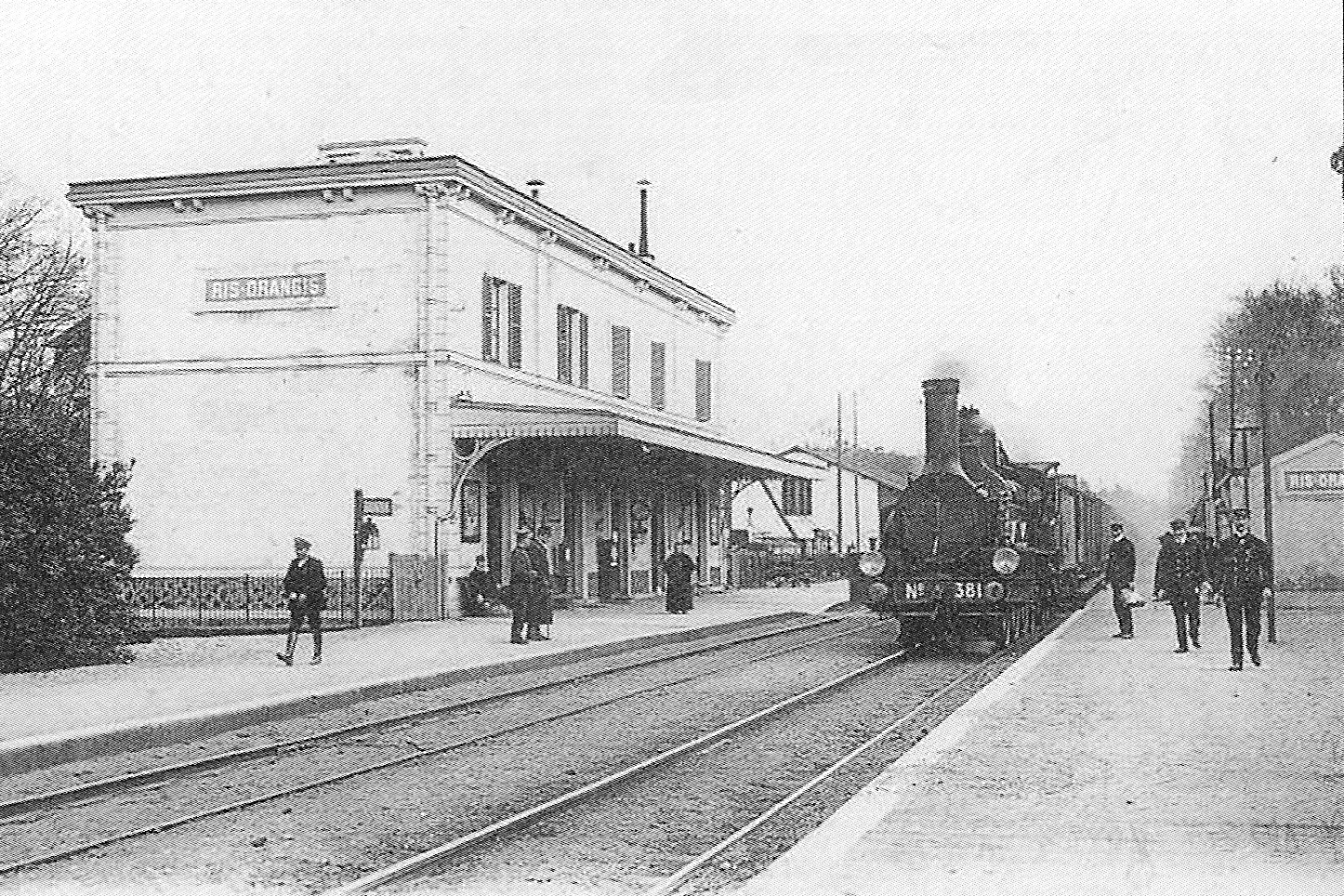
Vue de l'intérieur de la gare au début du XXe siècle.

La station de Ris-Orangis est mise en service par la Compagnie du chemin de fer de Paris à Orléans lors de l'ouverture au service commercial de sa ligne de Paris à Corbeil le 17 septembre 1840.
En 2014, selon les estimations de la SNCF, la fréquentation annuelle de la gare est de 1 031 400 voyageurs.

## Fréquentation
De 2016 à 2022, selon les estimations de la SNCF, la fréquentation annuelle de la gare s'élève aux nombres indiqués dans le tableau ci-dessous.
| Année     | 2016      | 2017      | 2018      | 2019      | 2020    | 2021      | 2022      |
| --------- | --------- | --------- | --------- | --------- | ------- | --------- | --------- |
| Voyageurs | 1 608 103 | 1 544 557 | 1 456 780 | 1 372 333 | 557 733 | 1 059 715 | 1 133 508 |

## Services voyageurs

### Accueil
Gare SNCF du réseau Transilien, elle dispose d'un personnel permanent et d'un bâtiment voyageurs ouvert tous les jours. Elle est notamment équipée d'automates pour la vente des titres de transport (Transilien et Navigo), du « système d'information sur les circulations en temps réel » et de divers aménagements pour les personnes à mobilité réduite.

### Desserte
La gare est desservie par les trains de la ligne D du RER.

### Intermodalité
Des parkings pour les véhicules sont aménagés de part et d'autre de la gare.
La gare est desservie par les lignes 4202, 4218 et 4219 du réseau de bus Tisse

## Galerie de photographies

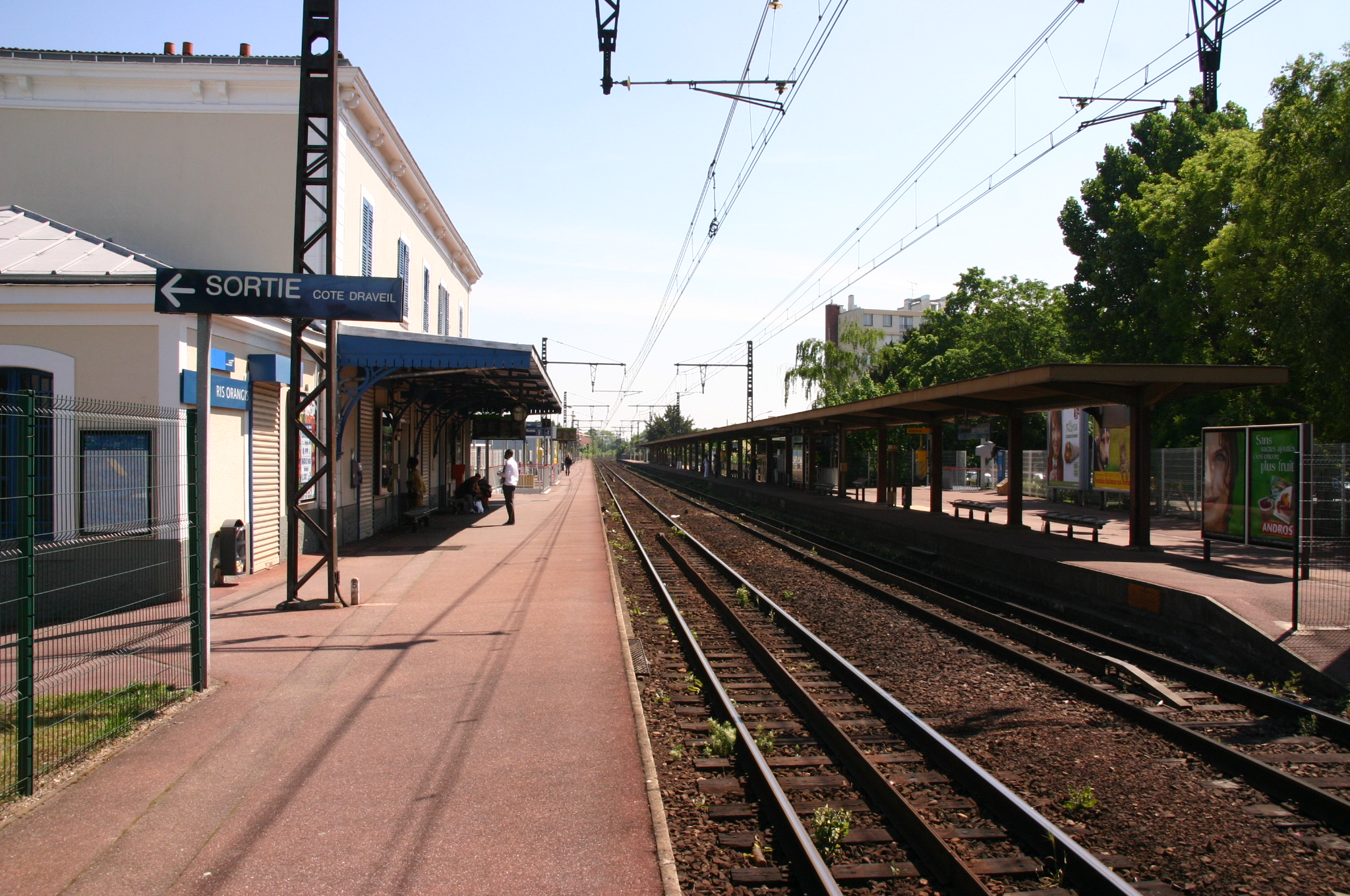
Voies, quais et bâtiment voyageurs de la gare.

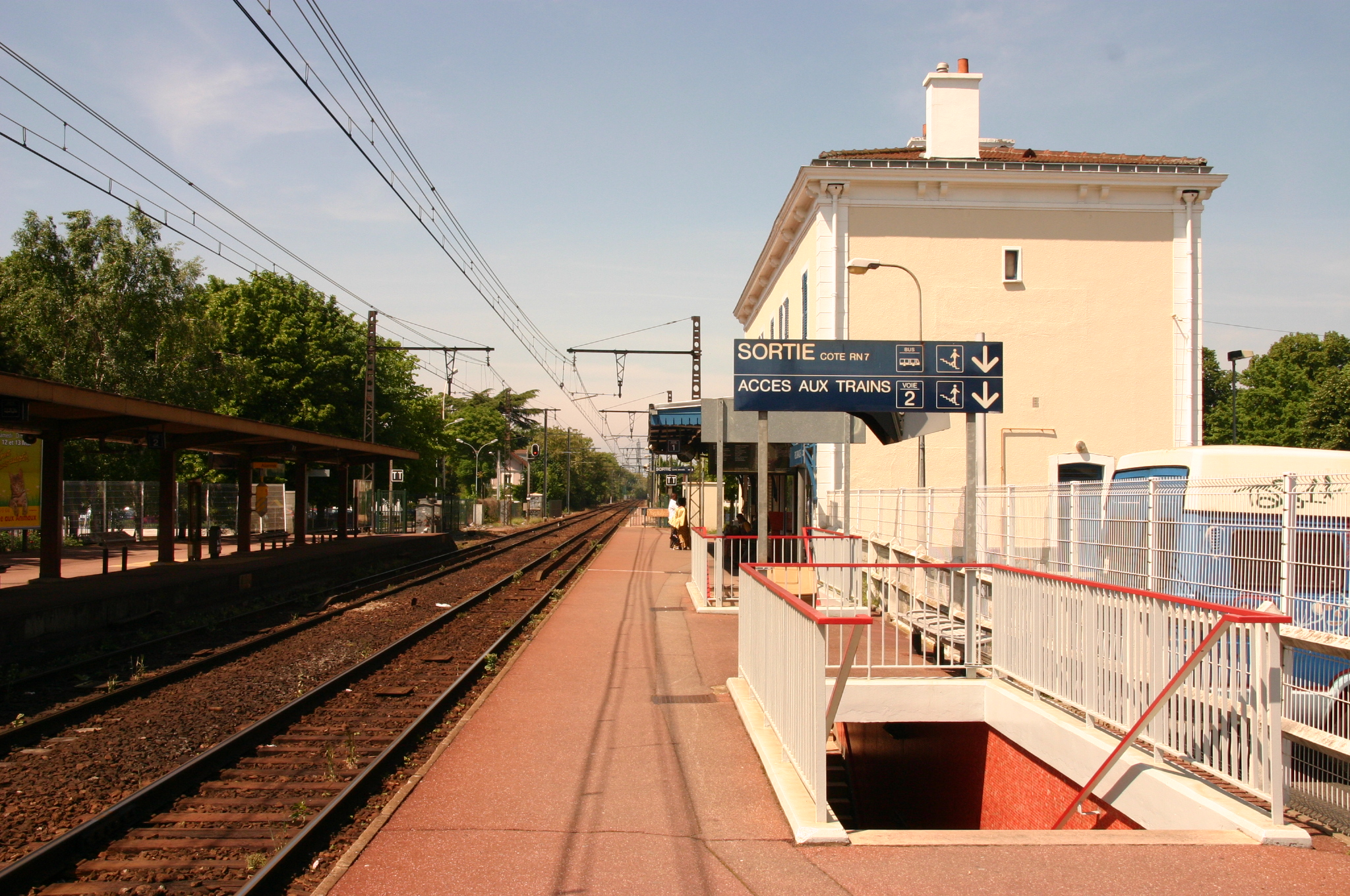
Vue d'ensemble de la gare. À gauche : voie 2 vers Juvisy ; à droite : voie 1 vers Corbeil.
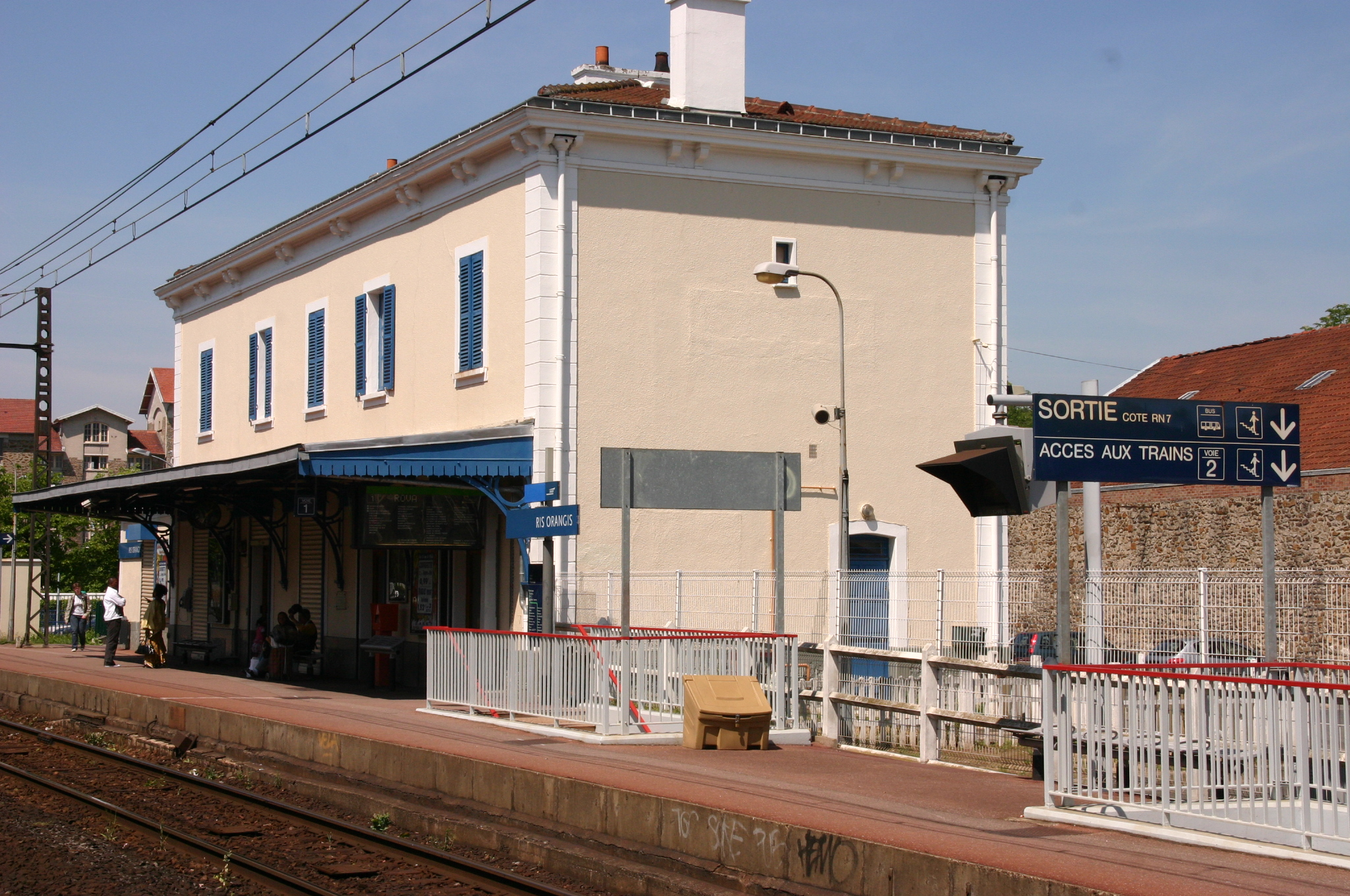
Vue du bâtiment voyageurs et de son environnement depuis le quai opposé.
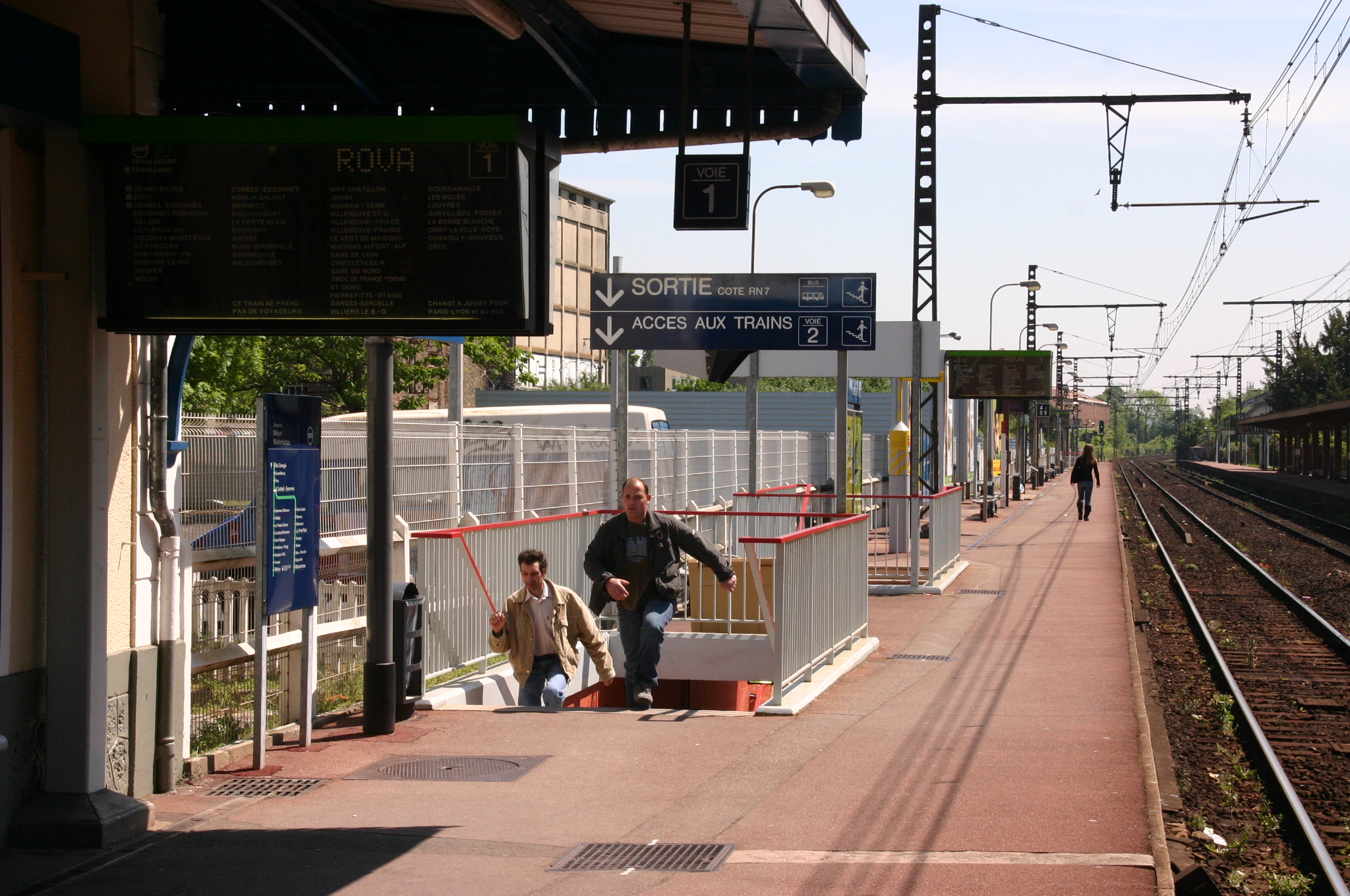
Quai et passage souterrain.